# Брукхайзер, Ричард
Ричард Брукхайзер (англ. Richard Brookhiser, род. 23 февраля 1955, Айрондеквойт, Нью-Йорк) — американский журналист, биограф и историк. Он является старшим редактором журнала National Review. Он наиболее известен серией биографий основателей Америки, включая Александра Гамильтона, Говернера Морриса и Джорджа Вашингтона.

## Жизнь и карьера
Брукхайзер родился в Айрондекуате, пригороде к северу от Рочестера, штат Нью-Йорк, США. Его отец работал в компании Eastman Kodak в Рочестере и был лейтенантом армейской авиации во время Второй мировой войны. Он написал книги, посвящённые либо основанию нации, либо принципам основателей Америки, в том числе «Что бы сделали основатели?», книга, описывающая, как отцы-основатели Соединённых Штатов подходили бы к актуальным вопросам, которые вызывают споры в современной Америке.
Брукхайзер начал писать для National Review в 1970 году. «Моя первая статья об антивоенных протестах в старшей школе была на обложке National Review в 1970 году, когда мне было 15». Он получил степень бакалавра (1977) Йельского университета. На первом курсе он посещал занятия по Томасу Джефферсону, которые вёл Гарри Уиллс. Несмотря на то, что Брукхайзер поступил в Йельскую школу права, в 1977 году он начал работать полный рабочий день в National Review; к 23 годам он был старшим редактором, самым молодым в истории журнала. Он был выбран преемником основателя журнала Уильяма Ф. Бакли, пока Бакли в конце концов не передумал. Некоторое время он писал речи для вице-президента Джорджа Буша-старшего.
Он писал для различных журналов и газет. Работы Брукхайзера публиковались в разделе «Городские беседы» журнала The New Yorker, а также в The New York Times, The Wall Street Journal, Cosmopolitan, The Atlantic Monthly, Time и Vanity Fair. В 1987 году он начал вести колонку в The New York Observer, и вёл её до 2007 года.
Брукхайзер написал сценарий к документальным фильмам Майкла Пака «Заново открывая Джорджа Вашингтона», который транслировался на канале PBS 4 июля 2002 года, и «Открывая заново Александра Гамильтона» также Пака, транслировавшемуся на канале PBS 11 апреля 2011 года. Его книга «Александр Гамильтон, американец» привела к выставке «Александр Гамильтон: человек, который создал современную Америку» в Нью-Йоркском историческом обществе (2004–2005); он был историческим куратором выставки. В 2005 году он получил почётную докторскую степень в Вашингтонском колледже.
В 2008 году президент Джордж Буш наградил Брукхайзера Национальной медалью за заслуги в сфере гуманитарных наук на церемонии в Белом доме.

## Рак и употребление марихуаны
Брукхайзер заболел раком яичек в 1992 году и курил марихуану, чтобы облегчить тошноту после химиотерапии (до этого, по его словам, он курил марихуану в колледже около десяти раз).
«Из-за марихуаны мои последние два курса химиотерапии прошли почти без тошноты», — сказал он в 1996 году. «Мой рак исчез, мне повезло».
6 марта 1996 года он дал показания перед комитетом Конгресса об употреблении марихуаны, призвав членов комитета поддержать декриминализацию марихуаны в медицинских целях.
«Моя поддержка медицинской марихуаны не противоречит моим принципам, а является их продолжением», — заявил Брукхайзер подкомитету Судебного комитета Палаты представителей США. «Я за закон и порядок. Но с преступностью нужно бороться разумно, а закон позорит себя, когда преследует больных».

## Личная жизнь
Он живёт на Манхэттене (Ист-Виллидж) со своей женой Жанной Сафер, психотерапевтом и автором вышедшей в 2007 году книги «Нормальный человек» (англ. The Normal One). У них также есть дом в округе Алстер в Катскильских горах.

## Книги
- Give Me Liberty: A History of America's Exceptional Idea, 304 страницы (Basic Books: 2019) ISBN 978-1-5416-9913-7
- John Marshall: The Man Who Made the Supreme Court, 324 страницы (Basic Books: 2018) ISBN 978-0-465-09622-0
- Founders' Son: A Life of Abraham Lincoln, 376 страниц (Basic Books: 2014) ISBN 978-0-465-03294-5
- James Madison, 304 страницы (Basic Books: 2011) ISBN 0-465-01983-8
- Right Time, Right Place: Coming of Age with William F. Buckley Jr. and the Conservative Movement, 272 страницы (Basic Books: 2009) ISBN 978-0-465-01355-5
- George Washington on Leadership, 269 страниц (Basic Books: 2008) ISBN 978-0-465-00302-0
- What Would the Founders Do?: Our Questions, Their Answers, 261 страница (Basic Books: 2006) ISBN 0-465-00819-4  Contents links.
- Gentleman Revolutionary: Gouverneur Morris, the Rake Who Wrote the Constitution, 272 страницы (Free Press: 2003) ISBN 0-7432-2379-9
- Rules of Civility: The 110 Precepts That Guided Our First President in War and Peace, 90 страниц (University of Virginia Press: 2003) ISBN 0-8139-2218-6
- America's First Dynasty : The Adamses, 1735–1918, 256 страниц (Free Press: 2002) ISBN 0-684-86881-4
- George Washington: A National Treasure, 104 pages (National Portrait Gallery, Smithsonian Institution: 2002) ISBN 0-295-98236-5
- Fighting the Good Fight: A History of the New York Conservative Party, 434 страницы (St. Augustine's Press: 2002) ISBN 1-58731-251-4
- (Contributor) Patriot Sage: George Washington and the American Political Tradition, editors Gary L. Gregg, Matthew Spalding, William J. Bennett, 355 страниц (ISI Books: 1999) ISBN 1-882926-38-2
- Alexander Hamilton, American, 240 страниц (Free Press: 1999) ISBN 0-684-83919-9
- Founding Father: Rediscovering George Washington, 240 страниц (Free Press: 1996) ISBN 0-684-82291-1
- Way of the Wasp: How It Made America, and How It Can Save It, So to Speak, 171 страница (Free Press: 1990) ISBN 0-02-904721-8
- The Outside Story (Doubleday reissue edition: 1986) ISBN 0-385-19679-2